# Nephew
Nephew (Нэфью, в переводе с англ. «племянник») — датская рок-группа, образованная в 1996 году в городе Орхус.
Наибольшего успеха группа добилась в 2004 году, после выпуска второго студийного альбома USA DSB. Релиз альбома совпал с весьма успешным участием фронтмена группы Симона Квамма в популярном в Дании комедийном шоу Drengene fra Angora, что положительно влияло на популярность группы. USA DSB стал платиновой пластинкой в Дании, 6 синглов альбома достигли огромной популярности.
В лирике Nephew необычным образом сочетаются тексты на датском и английском языках: начав карьеру с песен преимущественно на английском языке и имея всего несколько треков на датском, постепенно группа стала всё чаще использовать в своих текстах датский язык.
По признанию участников группы, наибольшее влияние на стиль их музыки оказали Depeche Mode.

## Дискография

### Альбомы
- 2000: Swimming Time
- 2004: USA DSB
- 2004: USA DSB 10 x så live
- 2006: Interkom Kom Ind
- 2007: Roskilde 07.07.07
- 2009: Danmark/Denmark
- 2012: Hjertestarter

### Синглы
- 2000: We Don't Need You Here
- 2003: Movie Klip
- 2004: En Wannabe Darth Vader
- 2004: Superliga
- 2004: Ordenspoliti
- 2005: Worst/Best Case Scenario
- 2005: Byens Hotel
- 2006: Igen & Igen &
- 2006: Science Fiction Og Familien
- 2007: Mexico Ligger I Spanien
- 2007: Hospital feat. L.O.C.
- 2007: Timbaland vs. Nephew: The Way I Are
- 2008: Allein Alene  Ремикс Nephew и Carsten Heller
- 2009: 007 Is Also Gonna Die
- 2009: Va Fangool!
- 2009: Sov for Satan Mand
- 2009: Police Bells & Church Sirens
- 2010: The Danish Way to Rock feat. Landsholdet
- 2018: Sig Månen Langsomt Hæver
- 2018: Amsterdam
- 2018: At Dø Er At Rejse